# Ośniki (rejon krzemieniecki)
Ośniki (ukr. Осники, Osnyky) – wieś na Ukrainie w rejonie krzemienieckim należącym do obwodu tarnopolskiego.
W okresie międzywojennym w miejscowości stacjonowała strażnica KOP „Ośniki”.